# Plaistow (Sussex de l'Ouest)
Pour les articles homonymes, voir Plaistow.
Plaistow est un village et une paroisse civile du Sussex de l'Ouest, en Angleterre. Elle est située dans le nord du district de Chichester. Au moment du recensement de 2011, elle comptait 1 898 habitants.

## Géographie
Comme son nom l'indique, la paroisse est composée des villages de Plaistow et Ifold, mais elle comprend également les hameaux de Durfold Wood et Shillinglee. Plaistow est situé au centre de la paroisse, Ifold (la plus peuplée des quatre localités) à l'est, Durfold Wood au nord et Shillinglee au nord-ouest, près de la frontière avec le comté voisin du Surrey.